# Manorville (Nueva York)
Manorville es un lugar designado por el censo (o aldea) ubicado en el condado de Suffolk en el estado estadounidense de Nueva York. En el año 2000 tenía una población de 11.131 habitantes y una densidad poblacional de 169,5 personas por km².

## Geografía
Manorville se encuentra ubicada en las coordenadas 40°50′53″N 72°47′38″O / 40.84806, -72.79389. Según la Oficina del Censo, la ciudad tiene un área total de 65,8 km² (25,4 mi²), de la cual 65,7 km² (25,4 mi²) es tierra y 0,1 km² (0 mi²) (0,16%) es agua.

## Demografía
Según la Oficina del Censo en 2000 los ingresos medios por hogar en la localidad eran de $84.319, y los ingresos medios por familia eran $97.294. Los hombres tenían unos ingresos medios de $52.357 frente a los $36.382 para las mujeres. La renta per cápita de la localidad era de $27.624. Alrededor del 2,8% de la población estaba por debajo del umbral de pobreza.